# US Créteil-Lusitanos
Union Sportive Créteil-Lusitanos Football är en fransk fotbollsklubb från Créteil. Klubben grundades 1936 av portugiser. Hemmamatcherna spelas på Stade Dominique Duvauchelle.